# Blokhus
Blokhus es un pueblo danés incluido dentro del municipio de Jammerbugt, en la región de Jutlandia Septentrional.

## Historia
El origen de la localidad se remonta a finales del siglo XVI cuando era un lugar donde algunos habitantes de Aalborg tenían pequeñas instalaciones para la pesca y salazón. Posteriormente se fueron construyendo almacenes donde almacenar mercancía —principalmente carne, cereal y mantequilla— destinada al comercio con Noruega. El lugar comenzó a ser conocido como Blokhus (casas de bloques) por la tipología de estos almacenes de madera.
Sus condiciones naturales atrajeron también a personas que, desde el siglo XIX, meramente buscaban pasar alguna temporada de descanso allí durante el verano. La visita del periodista y novelista danés Meïr Goldschmidt en 1865 difundió considerablemente sus bondades y el lugar se convirtió en un popular destino de vacaciones.

## Geografía

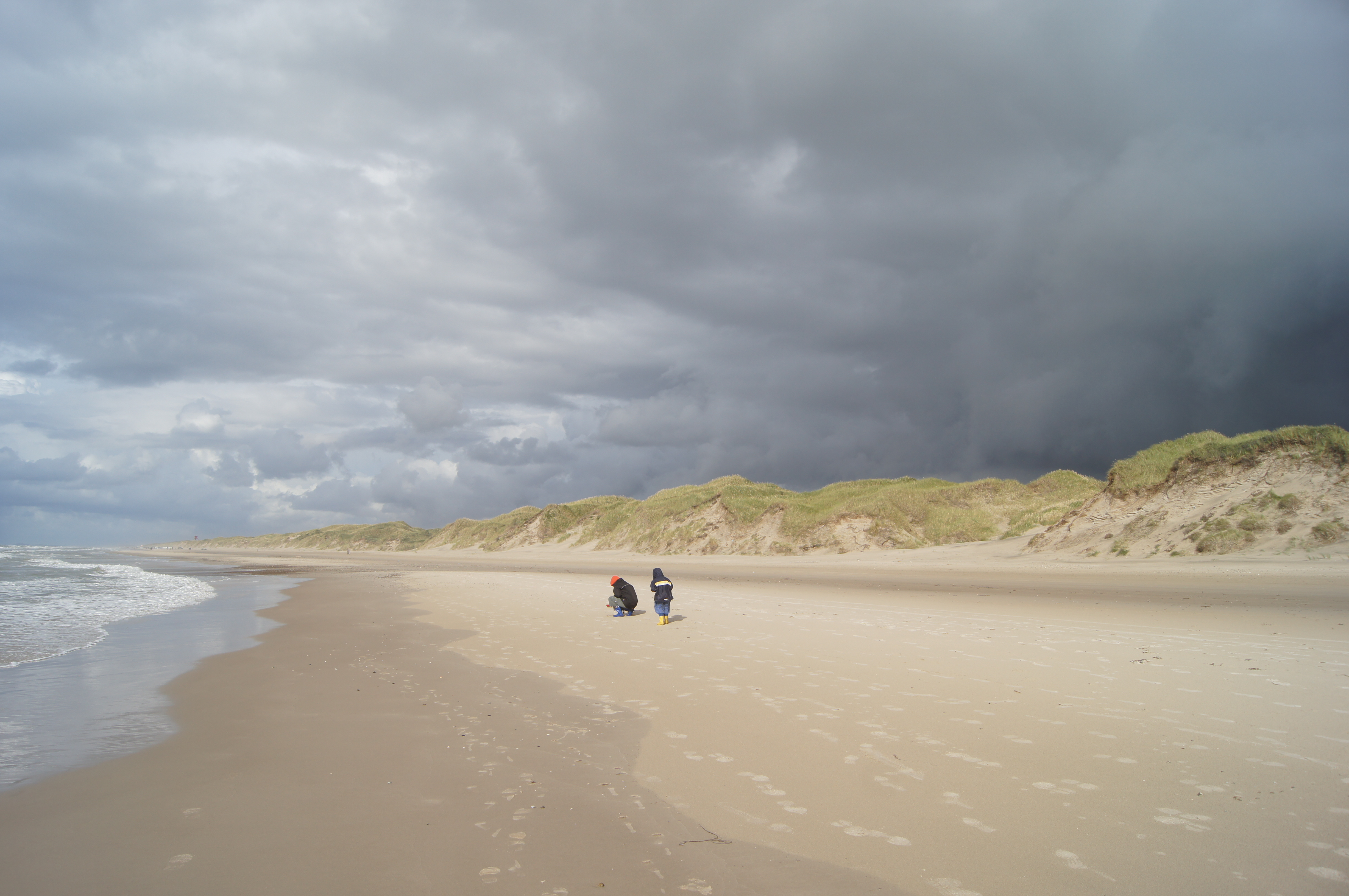
La costa danesa del Mar del Norte junto a Blokhus.

Blokhus se sitúa en la parte central de la isla de Vendsyssel-Thy, en la costa oeste de la misma que es bañada por el mar del Norte. Las localidades vecinas son las siguientes:
| Noroeste: Mar del Norte | Norte: Mar del Norte | Noreste: Saltum       |
| Oeste: Mar del Norte    |                      | Este: Saltum; Pandrup |
| Suroeste: Redhus        | Sur: Pandrup; Moseby | Sureste: Pandrup      |

## Comunicaciones

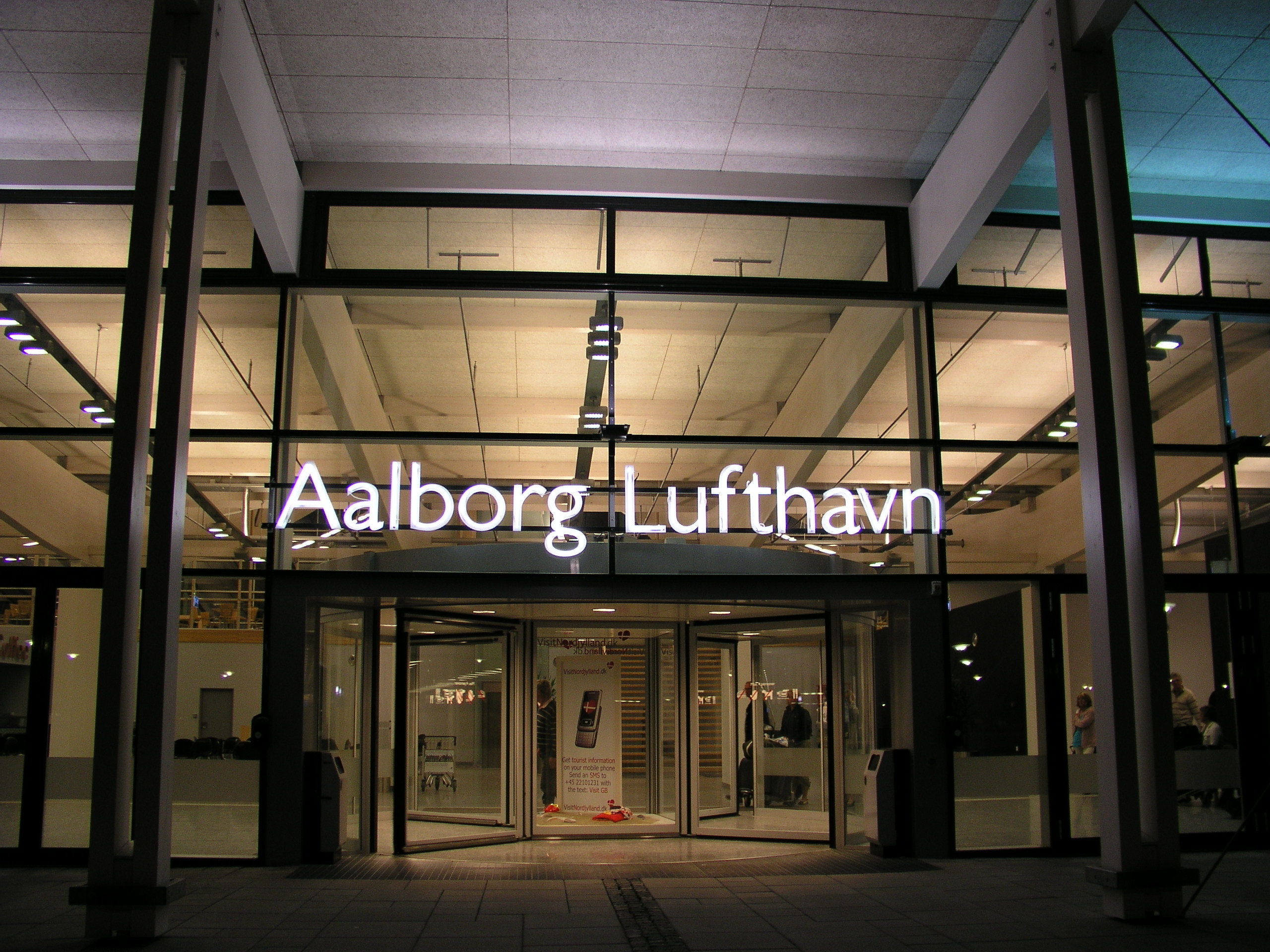
El aeropuerto de Aalborg es el más cercano a la localidad.

A Blokhus se accede por la carretera comarcal n.º 559 que la comunica con la nacional n.º 55 Aalborg – Hirtshals.
No tiene conexión ferroviaria y la estación más cercana se encuentra en Brønderslev (27 km).
Tres líneas de autobuses llegan a la localidad: la n.º 200 y la n.º 92E (que solo funciona en verano) desde Aalborg así como la n.º 621 desde Saltum.
El aeropuerto de pasajeros más cercano es el aeropuerto de Aalborg situado a 31 km.

## Demografía
| Población de Blokhus entre 2010 y 2017 |
|                                        |
| Fuente: Statistics Denmark.            |

A 1 de enero de 2017 vivían en la localidad 500 personas. Blokhus está integrado dentro del municipio de Jammerbugt y supone el 1,3 % del total de su población. La densidad de población en este municipio era de 43 hab/km² muy inferior a la del total de Dinamarca que se sitúa en 133 hab/km².
El número de habitantes viene experimentando un ascenso durante la década de 2010 ya que en 2017 había aumentado un 19 % respecto a los que había en 2010.
Al inicio de 2017 vivían en la localidad 241 hombres y 259 mujeres.
En cuanto al nivel educativo, el 29 % de la población municipal entre 25 y 64 años tenía formación primaria y secundaria; el 47 % formación profesional y el 24 % formación superior.

## Economía
Los ingresos medios por familia dentro del municipio se situaban a finales de 2015 en 227 510 Kr (30 487 Eur) anuales. Estos estaban en línea con los ingresos medios a nivel regional (224 324 Kr) y eran un 6 % inferiores al nivel nacional (241 339 Kr).
El nivel de desempleo se situaba en el 3,9 % para final de 2016. Inferior al total regional (4,6 %) y nacional (4,2 %). El sector servicios absorbía la mayor parte del empleo superando el 70 % de los puestos de trabajo.
Una actividad económica importante en la localidad es el turismo. Esto permite la existencia de restaurantes, bares y un buen número de alojamientos.

## Turismo

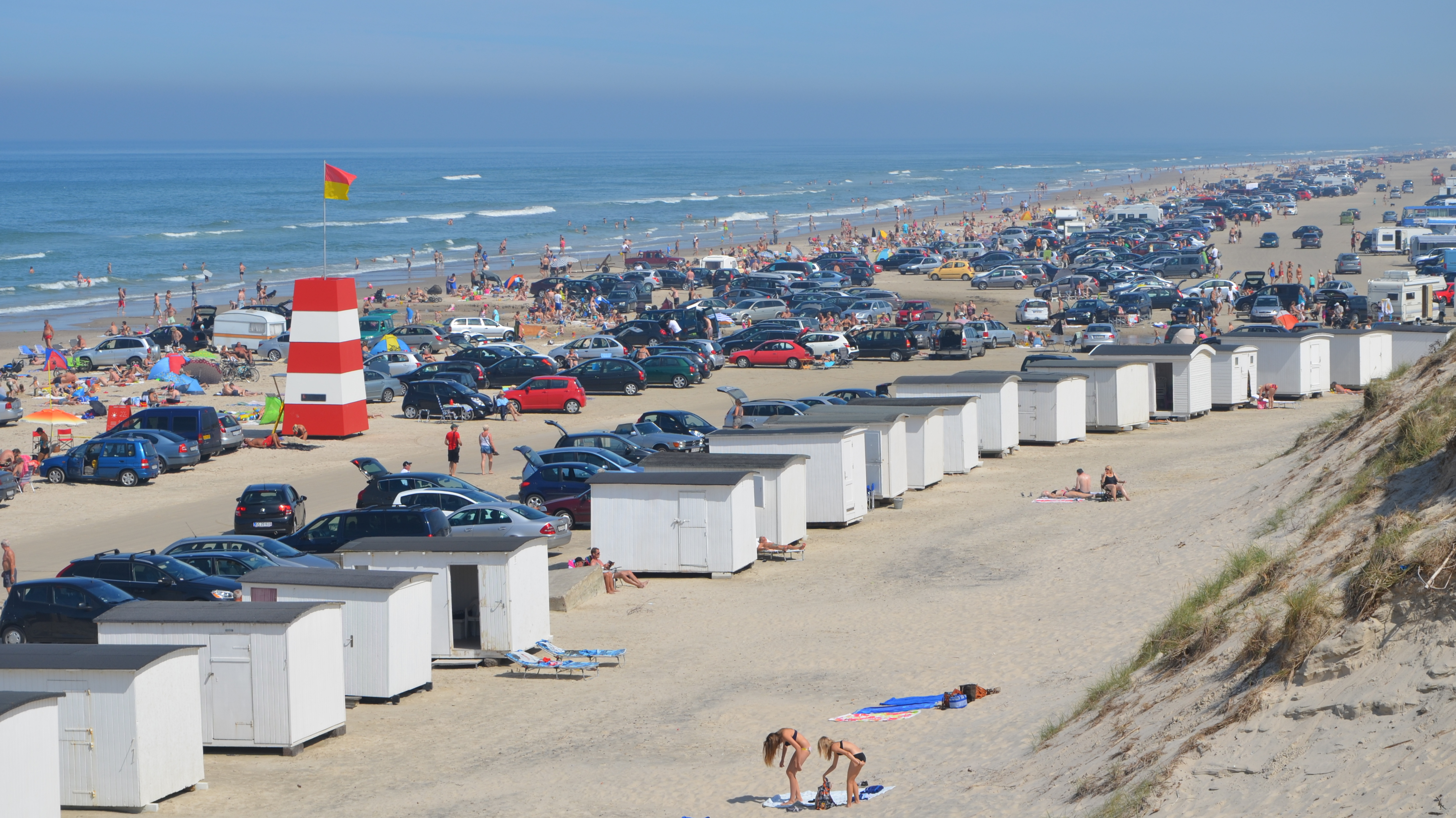
Su playa es la principal atracción turística de Blokhus.

A pesar de su reducido tamaño. Blokhus es una importante localidad turística que recibe anualmente a cerca de un millón de visitantes. La principal atracción son sus playas que la oficina de turismo municipal considera que  se encuentran entre las mejores del norte de Europa. Se componen de fina arena blanca, tienen dunas y cuentan con la bandera azul. En ellas se realizan diferentes actividades y deportes como el windsurf.
Adicionalmente, existe un parque de atracciones cercano que se considera como el más grande de Dinamarca y que ha sido galardonado con varias distinciones a nivel internacional.
Otra elemento destacado es el bosque Blokhus Klitplantage de 640 h que fue plantado entre 1895 y 1910 sobre dunas de arena para detener su movimiento. Hoy se utiliza como área recreativa principalmente para ciclismo de montaña y senderismo. El bosque es atravesado por la ruta de larga distancia Hærvejen que discurre entre Hirtshals al norte y Padborg, situada junto a la frontera con Alemania.